# Callimetopus superbus
Callimetopus superbus là một loài bọ cánh cứng trong họ Cerambycidae.